# Kyabram
Kyabram – miasto w Australii, w stanie Wiktoria.